# Баратаев, Иван Михайлович
Князь Иван Михайлович Баратаев (1739 — не ранее 1806) — российский государственный деятель, Оренбургский губернатор (1797—1799). Тайный советник.

## Биография
Родился в 1739 году. Происходил из грузинских князей Баратаевых, сын надворного советника Михаила (Мелхиседека) Баратаева. Его братья: Пётр (1734—1789), Семён (1745—1798), Андрей (?—1774).
В 1754 году поступил на военную службу. Участвовал в сражениях Семилетней войны и войне против Барской конфедерации 1768—72 в Речи Посполитой. В 1771 году был произведён в подполковники, в 1772 году вышел в отставку с военной службы.
С 1773 года служил в юстиц-коллегии. В 1780 году был назначен председателем Симбирской палаты уголовных дел, в 1787 году — Уфимской казённой палаты. 
В 1795—1796 годах был правителем Уфимского наместничества. В связи с реорганизацией наместничества в Оренбургскую губернию в 1797 году был назначен Оренбургским гражданским губернатором и произведён в тайные советники. В 1798 году направил в Сенат представление о переселении после окончания Генерального межевания на казённые земли Оренбургской губернии бобылей, мишарей и тептярей, проживавших на вотчинных землях башкир без договоров о припуске или купле, о предоставлении волостным и юртовым чиновникам права заключения земельных сделок от имени башкир-вотчинников. Оставался в должности до 28 сентября 1799 года.
В 1804—1806 годах был губернским предводителем дворянства Саратовской губернии.